# Szikszay Edit
Szikszay Edit, Gellért Károlyné (Szombathely, 1924. február 15. – 1997) politikai fogoly, Gulag-túlélő, tanár, néprajzkutató

## Családja, fiatalkora
Református lelkészcsaládból származott. Édesanyja, Szőnyi Mária nevelte fel, mert még egyéves kora előtt elvesztette édesapját. A kőszegi evangélikus gimnáziumban érettségizett, majd Pápán végezte  el a tanítóképzőt 1943-ban. Ezután Őriszentpéterre került ifjú református tanítóként és itt tanított nyugdíjazásáig.

## Letartóztatása, fogsága
1949 februárjában koholt vádak alapján hazaárulással, kémkedéssel vádolták és 25 évre ítélték mint a Szovjetunió elleni kémet. Politikai fogoly lett és Z 316-os számmal Szibériába vitték, ahol saját elmondása szerint „nincs tavasz és nincs ősz, nincs átmenet a tél és a nyár között, nincs a virágoknak illata, nincs a madaraknak hangja és nincs szerelem”.
Rabtársaival együtt erdőirtáson dolgozott, fűrészelt, gallyazott, fát vontatott. Megtanult oroszul, hogy életben maradhasson. A túlélésben neveltetése, intelligenciája és nyelvtudása segítette. Sztálin 1953-ban bekövetkezett halálát követően kicsit javult a helyzet a lágerben, majd végül 1955. november 25-én ért haza.

## Visszatérése után
Őriszentpéteren a tanítás mellett elkezdte összegyűjteni az őrségi emberek munkáit, mindennapi tárgyait. 1961-től előbb iskolai gyűjteményt, majd Szentléleki Tihamér, Bárdosdi János és Bándi Gábor muzeológusok tanácsára falugyűjteményt hozott létre. 1964-ben pályaműként elkészítette az Őrségi Gyűjtemény leírását, mely az egyes tárgyak élettörténetét is tartalmazza. Az általa összegyűjtött csaknem ezer néprajzi eszközt az őriszentpéteri művelődési ház tetőterében állították ki, mely 2004 óta a Szikszay Edit Helytörténeti és Néprajzi Gyűjtemény nevet viseli.
1976 februárjában rehabilitálták, ítéletét bűncselekmény hiányában hatályon kívül helyezték. 1997-ben hunyt el, az őriszentpéteri városszeri temetőben nyugszik. 2003-ban posztumusz megkapta Őriszentpéter díszpolgára címet.